# Дин, Стивен
Стивен Дин (Stephen Dean, 1968, Париж, Франция, живёт и работает в Париже и Нью-Йорке) — современный французский художник.

## Творчество
Стивен Дин трансформирует повседневные предметы в необычные произведения искусства. В живописи, фильмах, скульптурах и ассамбляжах художник придает новый смысл обычным объектам, которые часто упускаются из виду. Он предлагает зрителю взглянуть на мир по-новому.
Изучение цвета — центральная тема в творчестве Дина. Художник исследовал его социально-политические аспекты в таких работах как «Pulse» (2001) и «Volta» (2002-03). Эти фильмы изучают ритуальное использование цвета в массовой культуре.
«Pulse», 7.5-минутное видео, созданное в 2001, было показано на Биеннале Уитни в 2002. Произведение включало кадры, снятые на фестивале в северной Индии, на котором участники бросают друг в друга сухим и жидким пигментом. Внимание художника было обращено на яркие цвета в экзотической обстановке.
Следующее видео, «Volta» (2002—2003), продолжает исследование использования цвета в различных культурах. В 9-минутной работе Дин трансформирует бразильских футбольных фанатов в волнистую аморфную волну цвета. По мере того, как фанаты снимают их зеленые, черные и желтые футболки, экспансия цвета трансформируется в цвет плоти. Движения становятся быстрыми штрихами цвета, напоминая живопись постимпрессионистов. Видео не содержит кадров игры — только звуки и цвета болельщиков на стадионе.
По контрасту с этими работами, видео «Grand Prix» (2006) и «Vortex (Blue Devil)» (2007) затрагивают формальные и медитативные аспекты темы. «Grand Prix» — ралли в северной части штата Нью-Йорк: грязный трек, десятки окрашенных в яркие цвета машин, которые часто сталкиваются. 7,5-минутный эпос, смонтированный из 20-часового материала, содержит крупные планы крутящихся колес, помятых крыльев и искорёженных машин. На некоторых планах цветной деформированный метал неизбежно вызывает в памяти скульптуры Джона Чемберлена и фильм Гордона Матта-Кларка «Fresh Kill» (1972), запечатлевший разрушение на свалке его красного пикапа. В работе Дина машины — чуть больше, чем куча металлолома. В контексте этой оргии разрушения фильм предлагает комментарий на состояние американской культуры. Снятый на фабрике по производству краски, фильм Vortex (Blue Devil) фокусируется на чанах с пигментом, смолой и растворителями в разных частях завода. В течение 6-минутного гипнотического фильма широкий диапазон цветов появляются, смешиваются, сочатся и капают, напоминая произведения абстрактного экспрессионизма.
Две скульптуры 2003 года, «Balance (346)» и «Balance (385)», состоят из обычных алюминиевых лестниц со вставками из стекла, покрытого металлическими азотом. Впервые адаптированное для скульптурных форм Ларри Беллом (Larry Bell) в конце 1960-х, дихроматическое стекло выглядит одного цвета в отраженном свете и другим — когда свет проходит через него. Результат — чистые, насыщенные цвета, словно исходящие изнутри стекла.

## Работы в публичных коллекциях
- Музей Гуггенхайма, Нью-Йорк
- Whitney Museum of American Art, Нью-Йорк
- Fonds National d’Art Contemporain, Париж
- La Caixa, Барселона
- Yale University Art Gallery, New Haven
- Musée d’Art Contemporain de Vitry-sur-Seine, Франция
- Israel Museum, Тель-Авив, Израиль
- La Coleccion Jumex, Мехико
- Musée des Beaux-Arts, Шо-де-Фон, Швейцария
- Altadis, Париж
- Deutsche Flugsicherung DFS, Оффенбах, Германия
- Fonds Régional d’Art Contemporain, Корсика
- Harvard University Art Museum, Кембридж
- National Gallery of Art, Вашингтон
- Progressive Corporation, Кливленд
- Societe Générale, Париж
- Weatherspoon Art Gallery, Гринсборо, Северная Каролина
- Swatch AG, Биль, Швейцария